# Menongue
Menongue (anciennement Serpa Pinto) est une ville située en Angola et capitale de la province de Cubango.

## Religion
Menongue est le siège d'un évêché catholique créé le 10 août 1975.